# Sant Antoni
Sant Antoni este un cartier din districtul 2, Eixample, al orașului Barcelona.